# Луиза Каролина Гессен-Дармштадтская
Луиза Каролина Теодора Амалия Гессен-Дармштадтская (нем. Louise Caroline Theodore Amalie, Prinzessin von Hessen-Darmstadt; 16 января 1779 — 18 апреля 1811) — принцесса из Гессенского дома, в замужестве принцесса Ангальт-Кётенская.

## Биография
Луиза была дочерью ландграфа Людвига I Гессенского и Рейнского и его жены Луизы Генриетты Каролины Гессен-Дармштадтской. Она была вторым ребёнком в семье, где помимо неё было ещё четверо сыновей.
27 июля 1800 года в Дармштадте она вышла замуж за принца Людвига Ангальт-Кётенского (1778—1802), сына Карла Георга Лебрехта Ангальт-Кётенского и Луизы Шлезвиг-Гольштейн-Зондербург-Глюксбургской. Их брак не был счастливым. Их первенец родился в 1801 году, его назвали Фридрих Вильгельм Август, и он прожил всего несколько месяцев. Луиза овдовела через два года после свадьбы, когда её муж неожиданно умер 16 сентября 1802 года. Их второй сын, Людвиг Август, родился 20 сентября, в день похорон своего отца. В 1812 году, когда его дядя Август Кристиан умер бездетным, Людвиг в возрасте десяти лет стал его преемником под опекой герцога Леопольда III Ангальт-Дессау. Срок его полномочий был недолгим, так как он умер в возрасте 16 лет. Его наследником стал его родственник Фердинанд из ветви Ангальт-Кётен-Плес.
В качестве воспитателя для своего сына Людвига Луиза наняла кандидата в приходские священники Фридриха Зауэрбрунна. В результате внебрачной связи с Зауэрбрунном в мае 1805 года у неё родилась дочь, Эмма Луиза. После смерти Луизы в 1811 году Зауэрбрунн забрал обоих детей в Дармштадт. Он умер в 1815 году, и Эмму Луизу передали под опеку директора гимназии в Вормсе, Лоренца Шмайдлера. В 1830 году Эмма Луиза вышла замуж за капитана Вильгельма Герлаха; у них было трое детей. Эмма Луиза скончалась в 1873 году.